# 鍾若詩
鍾若詩，香港資深編劇，曾在無綫電視及香港電視網絡任職編劇。1989年入職無綫電視，2000年代為《皆大歡喜》、《仁心解碼》、《大太監》等作品編劇，後跳槽至香港電視，擔任《我阿媽係黑玫瑰》、《歲月樓情》編劇，於2013年轉投香港電視網絡，於香港電視不獲發牌後返回無綫電視任職編劇，並為《實習天使》、《波士早晨》、《財神駕到》及《包青天再起風雲》等劇集擔任編審。

## 編審／編劇列表

### 電視劇（無綫電視）
- 1989年：《淘氣雙子星》編劇
- 1990年：《我本善良》編劇
- 1992年：《沖天小子》編劇
- 1994年：《新重案傳真》編劇、《千歲情人》編劇
- 1995年：《前世冤家》編劇
- 1996年：《英雄貴姓》編劇
- 1999年：《人龍傳說》編劇
- 2000年：《金裝四大才子》編劇
- 2001年：《皆大歡喜 (古裝電視劇)》編劇
- 2008年：《千謊百計》編劇
- 2009年：《碧血鹽梟》編劇、《仁心解碼》編劇
- 2011年：《Only You 只有您》編劇
- 2012年：《當旺爸爸》編劇、《拳王》編劇
- 2013年：《大太監》編劇
- 2015年：《實習天使》編審（與蔡淑賢合作）
- 2016年：《幕後玩家》編劇
- 2017年：《財神駕到》編審、《誇世代》編劇
- 2018年：《波士早晨》編審、《救妻同學會》編劇
- 2019年：《包青天再起風雲》編審（11-20集）+ 編劇（與關頌玲、黃秉怡合作）
- 2020年：《大醬園》編劇
- 2020年：《踩過界II》編審 + 編劇（與黃偉強、馮日進合作）
- 2021年：《拳王》編劇
- 2022年：《痞子殿下》編劇
- 2023年：《寵愛Pet Pet》編劇
- 2024年：《異空感應》編劇

### 電視劇（香港電視網絡）
- 2015年：《我阿媽係黑玫瑰》編劇、《歲月樓情》編劇、《還來得及再愛你》編劇